# Трофей Траяна

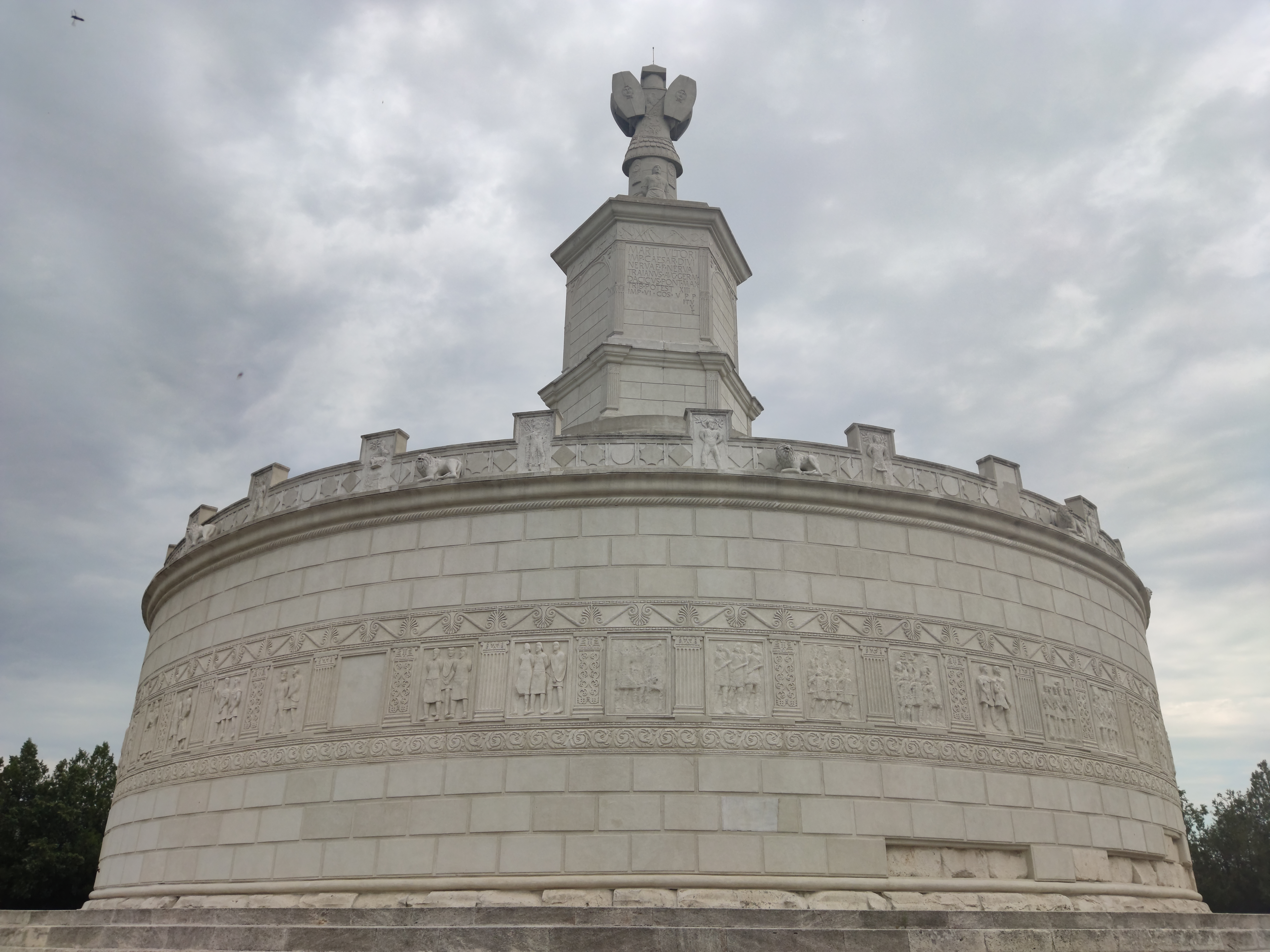
Реконструкция Трофея Траяна 1977 года

Трофей Траяна (лат. Tropaeum Trajani) — монумент в Адамклиси (Румыния), построенный в 109 году в тогдашней римской провинции Мёзии в честь победы римского императора Траяна над даками в 102 году в битве при Адамклисси (Андра·Ключ/ Калещи). До его возведения здесь существовал погребальный алтарь, на стенах которого были написаны имена около 3800 римских легионеров и ауксилиев, погибших здесь «сражаясь за Республику».
Траянский монумент был навеян мавзолеем Августа, и был посвящён богу Марсу. На монументе были 54 метопы, изображающие сражения римских легионов с врагами; большинство (48 из 54) из них сейчас хранятся в расположенном рядом музее, ещё 1 метопа находится в Стамбуле. Монумент имел значение кенотафа, имеющего глубокое погребальное значение и должен был служить назиданием племенам неподалёку от недавно завоеванной провинции.
Оригинальный монумент не сохранился, его место сейчас занимает реконструкция 1977 года.

## Обнаружение
Монумент был вдали от основных путей европейских путешественников, поэтому был заново открыт лишь в девятнадцатом столетии.
За прошедшие столетия монумент подвергся сильному разрушению, в частности, и-за того, что крестьяне из близлежащих деревень использовали части монумента для строительства своих домов. В конце 19 столетия археолог из Бухареста Григоре Точилеску совместно с двумя австрийскими учеными опубликовал первую работу, посвящённую монументу. В этой работе был затронут ряд стилистических и исторических проблем, такие как датировка и хронологический порядок событий, связанных с возведением монумента.